# JALグループ
JALグループ（ジャルグループ、英: JAL Group）は、日本の大手航空会社である日本航空（JAL）を中心とした企業グループ。
航空運送事業を中心に、子会社144社および関連会社54社によって構成されている。

## グループ企業一覧
2023年3月現在

### 航空輸送
- 日本航空
- ジェイエア
- 日本トランスオーシャン航空
- 日本エアコミューター
- 北海道エアシステム
- 琉球エアーコミューター
- ZIPAIR Tokyo
- スプリング・ジャパン
- ジェットスター・ジャパン

### グランドハンドリング
- JALグランドサービス
- JALグランドサービス大阪
- JALグランドサービス九州
- JALグランドサービス札幌
- JALスカイエアポート沖縄

### 空港旅客サービス
- JALスカイ
- JALスカイ大阪
- JALスカイ金沢
- JALスカイ九州
- JALスカイ札幌
- JALスカイ仙台
- JALスカイエアポート沖縄

### 整備
- JALエアテック
- JALエンジニアリング
- JALメンテナンスサービス

### 貨物
- JALカーゴサービス
- JALカーゴサービス九州
- JALカーゴハンドリング
- 日航関西エアカーゴ・システム
- JUPITER GLOBAL LIMITED （香港）

### 機内食
- ジャルロイヤルケータリング

### 空港周辺事業
- JALエービーシー

### 燃料
- 沖縄給油施設

### 旅客販売
- JALJTAセールス
- ジャルセールス
- JALナビア
- ジャルパック
- JALマイレージバンク
- EURO-CREATIVE TOURS (U.K.) LTD.
- JALPAK INTERNATIONAL (EUROPE) B.V. （オランダ）
- JALPAK INTERNATIONAL (FRANCE) S.A.S.
- JALPAK INTERNATIONAL HAWAII, INC.
- JALPAK INTERNATIONAL ASIA PTE,LTD. （シンガポール）
- PT. TAURINA TRAVEL DJAYA （インドネシア）

### 不動産・建設
- JALファシリティーズ

### 文化・教育・人材
- オーエフシー
- JALサンライト
- JALブランドコミュニケーション

### 商事・流通
- JAL宏遠
- JALUX
- JALUXエアポート
- JAL-DFS

### 金融・カード
- JAL ペイメント・ポート
- ジャルカード
- JLC INSURANCE COMPANY LIMITED （ガーンジー）

### 情報
- JALインフォテック
- JTAインフォコム

### その他
- JAL Agriport
- JALデジタルエクスペリエンス
- JALビジネスアビエーション
- ジェイプロ

## 過去のグループ企業
- ジャルキャピタル
- オークラニッコーホテルマネジメント（旧 JALホテルズ）
- ティエフケー

（主要な企業を掲載）